# Liste der Lokomotiven und Triebwagen der SŽ
Die Liste der Lokomotiven und Triebwagen der SŽ beinhaltet alle Triebfahrzeuge der Slovenske železnice (SŽ).

## Baureihenschema
Die SŽ verwendet das Baureihenschema der Jugoslawischen Eisenbahn, welches Ende der 1950er Jahre eingeführt wurde. Es besteht aus einer dreistelligen Baureihennummer, einer einstelligen Nummer für Unterbauarten und einer zweistelligen Ordnungsnummer.
Die erste Ziffer deutet auf die Antriebsart bzw. das Stromsystem hin:
- 3: Elektrofahrzeuge für 3 kV Gleichspannung
- 4: Elektrofahrzeuge für 25 kV-Wechselspannung
- 5: Elektrofahrzeuge für verschiedene Stromsysteme
- 6: Dieselfahrzeuge mit elektrischer Kraftübertragung
- 7: Dieselfahrzeuge mit hydraulischer Kraftübertragung
- 8: Dieselfahrzeuge mit mechanischer Kraftübertragung
- 9: Bahndienstfahrzeuge

Die zweite Ziffer gibt den Fahrzeugtyp und die Achsanordnung an:
- 0: Schmalspurtriebwagen
- 1: Normalspurtriebwagen
- 2: Lokomotive mit zwei angetriebenen Achsen
- 3: Lokomotive mit drei angetriebenen Achsen
- 4: Lokomotive mit vier angetriebenen Achsen
- 5: Lokomotive mit fünf angetriebenen Achsen
- 6: Lokomotive mit sechs angetriebenen Achsen

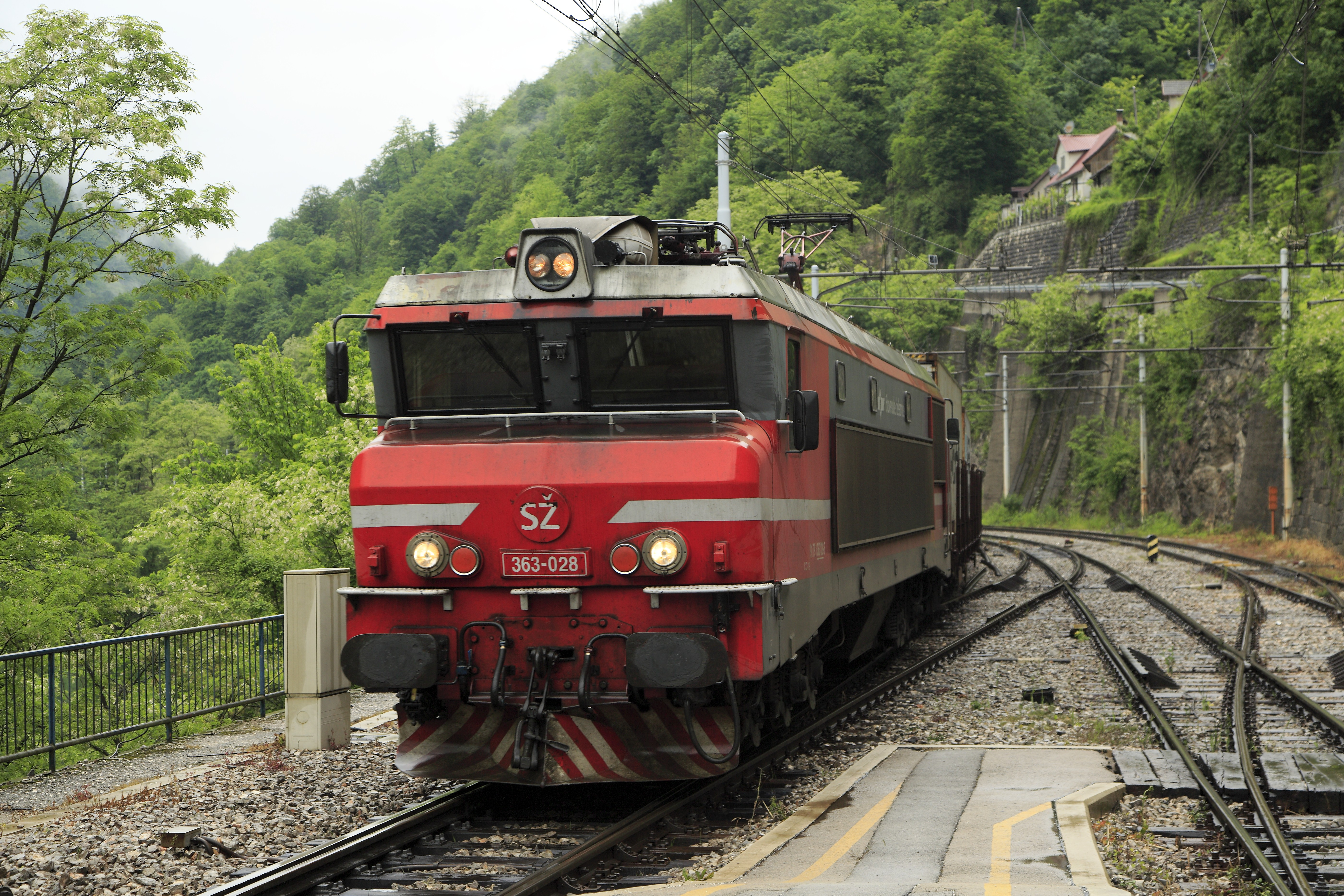
363-028 im Bahnhof Zidani Most

Die dritte Ziffer deutet bei Lokomotiven entweder auf die Spurweite (0 = Schmalspur) oder einen Typ des oben genannten Baureihenschemas hin (Nummern 1–9).
Die Nummer der Lokomotive "363-028" der Reihe 363 ergibt sich dadurch wie folgt:
3 = Elektrolokomotive für 3 kV Gleichspannung
6 = Lokomotive mit sechs angetriebenen Achsen
3 = fortlaufende Nummer (Lokomotivtyp)
-
0 = Unterbauart
28 = fortlaufende Nummer innerhalb der Baureihe

## Elektrotriebwagen
Aktive Baureihen sind in der Tabelle mit dunklerem Grau hinterlegt.
| Baureihe (Endwagen/Mittelwagen) | Hersteller       | Anzahl | Baujahr(e) | Höchstgeschwindigkeit | Stromsystem(e)                       | Bemerkung                                                               | Bild |
| ------------------------------- | ---------------- | ------ | ---------- | --------------------- | ------------------------------------ | ----------------------------------------------------------------------- | ---- |
| SŽ 310/316                      | Fiat Ferroviaria | 3      | 2000       | 200 km/h              | 3 kV =                               | Pendolino                                                               |      |
| SŽ 311/315                      | Pafawag          | ?      | 1974–1975  | 110 km/h              | 3 kV =                               | Spitzname „Gomulka“ Letzter Triebwagen am 24. Juni 2021 ausgemustert    |      |
| SŽ 312/317                      | Siemens Mobility | 30     | 2000–2002  | 140 km/h              | 3 kV =                               | 10 zweiteilig (Unterbauart 312-0xx) 20 dreiteilig (Unterbauart 312-1xx) |      |
| SŽ 313/318                      | Stadler Rail     | 10     | 2020–      | 160 km/h              | 3 kV =                               | KISS 3, dreiteilig                                                      |      |
| SŽ 510/515                      | Stadler Rail     | 21     | 2020–      | 160 km/h              | 15 kV, 16,7 Hz~ 25 kV, 50 Hz~ 3 kV = | Flirt 4, vierteilig                                                     |      |

## Verbrennungsmotortriebwagen
Aktive Baureihen sind in der Tabelle mit dunklerem Grau hinterlegt.
| Baureihe (Endwagen/Mittelwagen) | Hersteller                                  | Anzahl | Baujahr(e)                                      | Höchstgeschwindigkeit | Leistung              | Bemerkung                                                             | Bild |
| ------------------------------- | ------------------------------------------- | ------ | ----------------------------------------------- | --------------------- | --------------------- | --------------------------------------------------------------------- | ---- |
| SŽ 610/615                      | Stadler Rail                                | 21     | 2019–                                           | 140 km/h              | 2× 520 kW (2× 707 PS) | Flirt 3, dreiteilig                                                   |      |
| SŽ 711                          | MBB Donauwörth                              | 10     | 1970                                            | 120 km/h              | 530 kW (721 PS)       | zweiteilig                                                            |      |
| SŽ 713/715                      | MBB Donauwörth / TVT Boris Kidrič Maribor   | 27     | 1983–1986                                       | 120 km/h              | 400 kW (544 PS)       | zweiteilig                                                            |      |
| SŽ 812/818                      | Goša FOM                                    | ?      | 1959–1969                                       | 90 km/h               | 110 kW (150 PS)       | Lizenzbau Uerdinger Schienenbus                                       |      |
| SŽ 813/814                      | Fiat Ferroviaria / TVT Boris Kidrič Maribor | 48     | 1973–1976 (Modernisierung 1988–2002, 2011–2023) | 100 km/h              | 294 kW (400 PS)       | Alte Kopfform: Unterbauart 813-0xx Neue Kopfform: Unterbauart 813-1xx |      |

## Elektrolokomotiven
Aktive Baureihen sind in der Tabelle mit dunklerem Grau hinterlegt.
| Baureihe | Hersteller       | Anzahl | Baujahr(e) | Höchstgeschwindigkeit | Stromsystem(e)                              | Bemerkung | Bild |
| -------- | ---------------- | ------ | ---------- | --------------------- | ------------------------------------------- | --- | ---- |
| SŽ 342   | AnsaldoBreda     | 40     | 1968–1970  | 120 km/h              | 3 kV =                                      | |      |
| SŽ 362   | AnsaldoBreda     | 17     | 1960–1969  | 120 km/h              | 3 kV =                                      | |      |
| SŽ 363   | Alsthom          | 38     | 1975–1977  | 125 km/h              | 3 kV =                                      | |      |
| SŽ 541   | Siemens Mobility | 32     | 2006–2009  | 230 km/h              | 15 kV 16,7 Hz~ 25 kV 50 Hz~ 1,5 kV = 3 kV = | Länderspezifische Ausrüstung: 541 001–022 für Österreich, Deutschland, Kroatien und Slowenien 541 101–110 für Österreich, Deutschland, Slowenien, Kroatien, Italien und Ungarn |      |

## Verbrennungsmotorlokomotiven
Aktive Baureihen sind in der Tabelle mit dunklerem Grau hinterlegt.
| Baureihe | Hersteller                       | Anzahl | Baujahr(e) | Höchstgeschwindigkeit | Leistung            | Bemerkung                        | Bild |
| -------- | -------------------------------- | ------ | ---------- | --------------------- | ------------------- | -------------------------------- | ---- |
| SŽ 642   | Brissonneau et Lotz Đuro Đaković | 12     | 1961–1972  | 80 km/h               | 606 kW (824 PS)     | Modernisierung von 2019 bis 2021 |      |
| SŽ 643   | Brissonneau et Lotz Đuro Đaković | 21     | 1967–1978  | 80 km/h               | 680 kW (925 PS)     | Modernisierung von 2019 bis 2021 |      |
| SŽ 644   | MACOSA                           | 3*     | 1973–1974  | 90 km/h               | 1.230 kW (1.672 PS) |                                  |      |
| SŽ 646   | CZ LOKO                          | 4      | 2020       | 100 km/h              | 895 kW (1.217 PS)   | Einsatz im Güterbahnhof Koper    |      |
| SŽ 661   | General Motors                   | 1      | 1961, 1973 | 124 km/h              | 1.435 kW (1.951 PS) |                                  |      |
| SŽ 664   | General Motors Đuro Đaković      | 11     | 1984–1986  | 105 km/h              | 1.640 kW (2.230 PS) |                                  |      |
| SŽ 732   | Đuro Đaković                     | 1      | 1969       | 60 km/h               | 438 kW (596 PS)     | Lizenzbau Jenbacher Werke        |      |